# أدوبي فلاش
أدوبي فلاش (بالإنجليزية: Adobe Flash)‏، (المعروف سابقاً باسم ماكروميديا فلاش) هي منصة متعددة الوسائط من إنشاء ماكروميديا وهي الآن ملك أدوبي سيستمز. منذ عام 1996، تستخدم لإضافة الصور المتحركة والتفاعل على صفحات الويب. فلاش يشيع استخدامه لإنشاء الرسوم المتحركة، بث الفيديو كما في يوتيوب والإعلانات، ومختلف صفحات الويب ينتشر بها مكونات الفلاش لدمج الفيديو في صفحات الويب، وفي الآونة الأخيرة تم تطوير التطبيقات على الإنترنت لتصبح أكثر اثارة.
فلاش يمكنه التلاعب بالنواقل والغرافيكس، وتدعم البث ثنائي الاتجاه للنظم السمعية والبصرية. وهو يحتوي على لغة برمجة تدعى أكشن سكريبت. العديد من منتجات البرمجيات والنظم والأجهزة قادرة على إنشاء أو عرض محتوى فلاش، بما في ذلك أدوبي فلاش بلاير، وهو متاح مجانا لأكثر متصفحى الويب شيوعا وبعض الهواتف النقالة وغيرها من الأجهزة الإلكترونية (باستخدام فلاش لايت). برنامج أدوبي فلاش المتخصص للوسائط المتعددة يستخدم لإنشاء المحتوى لمنصة الأدوبي الرابط، مثل تطبيقات الويب والألعاب والأفلام والمحتويات للهواتف المحمولة والأجهزة الرقمية النقالة الأخرى.
الملفات في شكل إس دبليو إف للأفلام أو فلاش فيديو أو «ألعاب فلاش» عادة ما تنتهي بامتداد swf، وقد يكون جزء من صفحة على شبكة الإنترنت. قد يمكن تشغيله عن طريق مشغل الفلاش بشكل مستقل أو دمجها في المتصفح، وهي ذاتية التنفيذ لأفلام الفلاش (مع الرمز exe في الويندوز أو hqx لماكنتوش). ملفات فلاش فيديو  تنتهى بflv وقد تستخدم داخل ملفات ال SWF أو يتم تشغيلها عن طريق مشغل flv مثل في إل سي، أو كويك تايم ويندوز ميديا بلاير مع الترميز الخارجي المضاف.

## تاريخ فلاش
تطبيق فلاش كان من بنات أفكار جوناثان غاي، الذي طور الفكرة، بينما كان في الكلية وتوسع في هذا بينما كان يعمل لسيليكون بيتش للبرمجيات ومن خلفها.
في كانون الثاني 1993، بدأ جوناثان جاي، تشارلي جاكسون، وميشيل ويلش بتكوين شركة برمجيات صغيرة تسمى FutureWave للبرمجيات وإنشاء أول منتج، 'SmartSketch'. وقد صمم SmartSketch لجعل خلق رسومات الحاسوب بسيطة مثل الرسم على الورق وهو برنامج للرسم على الكمبيوتر الذي يعمل بالقلم على نظام التشغيل PenPoint، عندما فشل PenPoint في السوق، تم استقطاب SmartSketch لمايكروسوفت ويندوز وماكنتوش. عندمابدأت شبكة الإنترنت في الازدهار، بدأت FutureWave بتحقيق إمكانيات الناقلات القائمة على الرسوم المتحركة على شبكة الإنترنت كأداة يمكن أن التحدي بسهولة مستخدمي تكنولوجيا ماكروميديا. في عام 1995، قامت SmartSketch بتعديل FutureWave بإضافة تقنيه الإطار تلوالإطار للرسوم المتحركة وإعادة إصدارها تحت اسم FutureSplash للرسوم المتحركة على ماكنتوش وجهاز الكمبيوتر الخاص. بحلول ذلك الوقت كانت الشركة قد قامت بتعيين المبرمج روبرت تاتسومي، الفنان آدم جروفكيسيك والمتخصص في العلاقات العامة رالف ميتمان. تاتسومي وجاي عملوا معا لتطوير المنتج. وعرض المنتج إلى أدوبي واستخدم من قبل مايكروسوفت في وقت مبكر من تعاملهم مع شبكة الإنترنت (ام اس ان). في ديسمبر عام 1996، اشترت ماكروميديا الموجه القائم على برامج الرسوم المتحركة وأطلق في السوق فيما بعد تحت اسم فلاش  المستوحى من «فيوتشر» و«سبلاش» من اسم FutureWave.
- FutureSplash للرسوم المتحركة (10 أبريل، 1996): الإصدار الأولي لفلاش مع أدوات التحرير الأساسية، وجدول زمني
- ماكروميديا فلاش 1 (نوفمبر 1996): إعادة لنسخة ماكروميديا من الرسوم المتحركة FutureSplash
- ماكروميديا فلاش 2 (يونيو 1997): اصدر مع مشغل فلاش 2، مع الميزات الجديدة: مكتبة الموضوع
- ماكروميديا فلاش 3 (أيار / مايو 31، 1998): اصدر مع مشغل فلاش 3، والميزات الجديدة: العنصر movieclip، مكون جافا سكريبت المتكامل مع المشغل الخارجي المستقل
- ماكروميديا فلاش 4 (يونيو 15، 1999): اصدر مع مشغل فلاش 4، والميزات الجديدة: المتغيرات الداخلية، حقل الإدخال، أكشن سكريبت المتطورة، ومشغل MP3
- ماكروميديا فلاش 5 (آب / أغسطس 24، 2000): أصدر مع مشغل فلاش 5، والميزات الجديدة: أكشن سكريبت 1.0 (على أساس ECMAScript، مما يجعلها تشبه إلى حد بعيد جافا سكريبت)، الداعم ولغة الترميز القابلة للامتداد، وSmartclips (مقدمة لعناصر في فلاش)، HTML النص المضاف لدينامية النص>
- ماكروميديا فلاش إم إكس (الإصدار 6، الذي صدر يوم 15 مارس، 2002): اصدر مع مشغل فلاش 6، الميزات الجديدة: شريط فيديو الترميز (سورنسون سبارك)، يونيكود، مكونات v1 UIواجهة المستخدم، ضغط، أكشن سكريبت ناقلات الرسم API
- ماكروميديا فلاش إم إكس 2004 (والإصدار 7، أصدر في أيلول 9، 2003): أصدر مع مشغل فلاش 7، الميزات الجديدة ما يلي: أكشن 2.0 (وهو ما مكن تكوين منحى البرمجة النموذجى للفلاش) (على الرغم من أنها تفتقر إلى سيناريو المساعدة لاموجود بالإصدارات الأخرى، وهذا يعني أكشن سكريبت لا يمكن إلا أن تطبع يدويا)، السلوكيات، التمدد الطبقى (JSAPI)، داعم النص المعروف، والآثر الزمني. ماكروميديا فلاش إم إكس المحترف 2004 شمل جميع الميزات التي في فلاش إم إكس 2004 بالإضافة إلى: شاشات (نماذج غير خطية للتنمية القائمة على الشرائح المنظمة للمحتوى في شكل خطي للشريحة مثل باور بوينت)، خدمات التكامل على شبكة الإنترنت ومساعد استيراد الفيديو، تشغيل وسائط المكونات (والذي يمكنه تغليف MP3 كامل و/ أو ملف flv في مكون قد يمكن وضعه في SWF)، عناصر البيانات (DataSet، XMLConnector، WebServicesConnector، XUpdateResolver، الخ) وِAPI، وفريق المشروع، مكونات v2 واجهة مستخدم، ومكتبات فئة الانتقالية.
- ماكروميديا فلاش 8 (اصدر في 13 سبتمبر، 2005): ماكروميديا فلاش 8 الأساسية، وهو الإصدار الأقل تطور من أداة فلاش للتأليف تستهدف المستخدمين الجدد الذين لا يريدون سوى القيام بالرسم الأساسي، والرسوم المتحركة والتفاعل. صدر مع مشغل فلاش 8، هذا الإصدار من المنتج يوفر دعم محدود للفيديو ورسوم البيانية المتقدمة وتأثيرات الحركة. ماكروميديا فلاش بروفيشنال 8 أضاف الخصائص التي تركز على التعبير، والجودة، والفيديو، والتأليف المحمول. الميزات الجديدة شملت فلاتر وطرق المزج، وتخفيف الرقابة على الرسوم المتحركة، والخصائص المحسنة (الضم والمزج)، خاصية الرسم بواسطة الشئ، نقطية وقت التشغيل والتخزين المؤقت، FlashType المتقدمة المعرفة للنص، On2 VP6 لترميز الفيديو المتقدم، ودعم ألفا لشفافية الفيديو، وقائمة مستقلة بذاتها وترميز الفيديو المتقدم المستورد، نقطة الدعم لملفات flv، تشغيل عنصر الفيديو المتقدم، التفاعلية المضاهاة لجهاز الهاتف النقال.
- أدوبي فلاش CS3 الفني (و هو الإصدار 9، الذي صدر يوم 16 أبريل، 2007): فلاش CS3 هو الإصدار الأول من فلاش صدر تحت اسم أدوبي. CS3 تدعم كل الميزات لأكشن 3.0، وتسمح لتطبيق كامل من اجل تحويلها إلى أكشن، وتضيف تكامل أفضل مع منتجات أدوبي الأخرى مثل أدوبي فوتوشوب، وتقدم أيضا أفضل ناقل لسلوك الرسم، أصبحت أشبه بأدوبي المصور وأدوبي للالعاب النارية.[6]
- أدوبي فلاش CS4 الفني (والإصدار 10، الذي صدر يوم 15 أكتوبر، 2008): يحتوي على الكينماتيكا العكسية (العظام)، الأشياء ثلاثية الأبعاد الأساسية 3Dو التلاعب بها، والرسوم المتحركة المربوطة بالشئ، ومعزز النص المحرك، ومزيد من التوسعات لأكشن 3.0. CS4 يسمح المطور ليكون أكثر كفاءة وسرعة لإنشاء رسوم متحركة مع العديد من الميزات المحسنة التي لم تدرج في الإصدارات السابقة.[7]

## مشروع الشاشة المفتوحة
في 1 مايو، 2008 أعلنت أدوبي عن مشروع الشاشة المفتوحة، التي تأمل أن تقدم ثابت لواجهة التطبيق عبر الأجهزة مثل أجهزة الكمبيوتر الشخصية، أجهزة المحمول والالكترونيات الاستهلاكية. عندما تم الإعلان عن المشروع، تم تحديد عدة أهداف: إلغاء رسوم الترخيص لأدوبي فلاش بلاير وأدوبي التشغيل المتكامل، وإزالة القيود المفروضة على استخدام ملفات فلاش SWF، وفلاش فيديو (FLV)، ونشر واجهات برمجة التطبيقات من أجل ترقية فلاش لأجهزة جديدة ونشر بروتوكول العمل وتنسيق الرسائل لفلاش (AMF)، والذي يسمح لتطبيقات فلاش بتلقي المعلومات من قواعد البيانات عن بعد.
اعتبارا من شباط / فبراير 2009 تم نشر المواصفات لإزالة القيود المفروضة على استخدام SWFو FLV/F4V والمواصفات التي تخصها. بروتوكول فلاش كاست—الذي يعرف الآن باسم بروتوكول التسليم المحمول—والبروتوكولات AMF أصبحت أيضا متاحة،  مع اتاحة AMF وذلك كمصدر تنفيذ مفتوح، BlazeDS. ما زال العمل على الجهاز ترقية الطبقات في المراحل المبكرة. أدوبي تعتزم إزالة رسوم الترخيص لمشغل فلاش وأدوبي AIR للأجهزة عند إصدار مشروع الشاشة المفتوحة.
قائمة بمنتجى الجهاز المحمول الذين انضموا إلى المشروع يشمل بالم وموتورولا ونوكيا،  الذين، جنبا إلى جنب مع أدوبي، قد أعلنوا عن تخصيص 10 ملايين دولار لمشروع الشاشة المفتوحة.

## لغة البرمجة
انها ركزت في البداية على الرسوم المتحركة، والإصدارات في وقت مبكر من محتوى فلاش عرضت ملامح قليلة من التفاعل، وبالتالي كانت القدرة على البرمجة محدودة للغاية.
الإصدارات الأخيرة تشمل أكشن، تنفيذا لمعيار إي سي إم ايه سكريبت التي بالتالي تم بناءها بنفس الجافا سكريبت، ولكن في إطار مختلف من البرامج المختلفة التي تترافق مع مجموعة من مكتبات الفئات. أكشن يستخدم لإنشاء ما يقرب من جميع التفاعلات (الأزرار وحقول إدخال النص، والقوائم المنسدلة) ونجده في العديد من طتبيقات فلاش.
فلاش MX 2004 قدم أكشن سكريبت 2.0، وهو لغة برمجة أكثر ملاءمة لتطوير تطبيقات فلاش. غالبا ما يكون من الممكن توفير الوقت عن طريق برمجة شيئا ما بدلا من محاولة تصميم رسم متحرك له، والذي عادة ما يمكن من مستوى أعلى من المرونة عند التحرير.
منذ وصول فلاش بلاير 9 ألفا تم إصدار نسخة أحدث من أكشن سكريبت وهو أكشن سكريبت 3.0. أكشن سكريبت 3.0 هو كائن موجهة للسماح بمزيد لغة البرمجة للتحكم عند بناء تطبيقات معقدة باستخدام فلاش. أكشن سكريبت 3.0 سمحت للطرق الرسمية في هندسة البرمجيات التي ستنفذ عند العمل مع فلاش، وذلك لأن منهج البرمجة موجه بالشئ المراد تصويره.
منذ وقت قريب أصبح يتم استخدام مكتبات فلاش مع قدرات XML للمتصفح لتوفير المحتوى الغني في المتصفح. هذه التقنية معروفه باسم فلاش غير المتزامن وإكس إم إل، مثل AJAX. هذه التكنولوجيا معروفه باسم فلاش غير المتزامن وإكس إم إل دفعت إلى اتباع نهج أكثر اتساما من الطابع الرسمي لهذه التكنولوجيا وسميت بأدوبي فليكس، والتي تستخدم في فلاش لبناء تطبيقات الإنترنت الغنية.
هذه التكنولوجيا يمكن استخدامها في مشغلات مثل ماي سبيس ويوتيوب، لتوفير الحماية للمحتوى الذي يسميه فلاش، مثل ملفات MP3 وملفات الفيديو. المحتوى يدعا تدفق—أو تمرير—من خلال ملفات فلاش، مما يجعل تحميل الملفات للتخزين مهمة صعبة بالنسبة لمعظم الناس. برامج مثل ريال بلاير وتنزيل متصفح ملحقات مثل Firebug ويمكنi تتبع ملفاتXML.

## قانون حماية أكشن سكريبت
في كثير من الأحيان، فإن مطوري فلاش يقرروا أنه على الرغم من المزايا التي تتيحها لهم فلاش في مجالات الرسوم المتحركة، والتفاعل، إلا أنهم لا يرغبون في اشهار أسرارهم للعالم. ومع ذلك، كما هو الحال مع كل لغة وسيطة للتعليمات البرمجية المترجمة، إذا تم حفظ الملف محليا تحت اسم an.SWF حتى لو كان لمرة واحدة، يمكن أن يتم التعرف على شفرة المصدر والأصول. بعض محاولات التفكيك قادره على إعادة بناء ما يقرب من كامل الملف من المصدر الأصلي، وصولا إلى رمز التشغيل الذي تم استخدامه أثناء الإنشاء (على الرغم من أن النتائج قد تختلف في كل حالة على حدة).
أكشن سكريبت قامت باستخدام رموز مكوده لحل هذه المشكلة. تم استخدام أعلى نظم التكويد الرمزى وتنفيذ التحولات المعجمية—مثل إعادة تسمية المعرفة، ومراقبة تدفق التحول، والتحول التجريدى للبيانات—الذي تجعل من المستحيل تقريبا تفريغ أو إنتاج أي شيء مفيد. التكويد الرمزى الأقل جودة يدخل الفخاخ لمحاولات التفكيك.

## المنافسة
- في 2007 بدأت مايكروسوفت التحضير لإطلاق مايكروسوفت سيلفرلايت وهي بيئة مشابهة للفلاش
- في 2008 شركة صن ميكروسيستمز أو أوراكل تطلق JavaFx وهو بيئة FPC - Frame Programming Code
- جي كويري هي عبارة عن أحد نماذج الجافا سكريبت المنتشرة في المتصفحات الحدبثة
- 2010 إطلاق إتش تي إم إل 5 وتحتوي على خصائص مشابهة للفلاش منها

## الشكل والتطبيقات
بالمقارنة مع غيرها من المكونات الإضافية مثل آلة جافا الافتراضية، أدوبي أكروبات، كويك تايم، أو ويندوز ميديا بلاير، فإن أدوبي فلاش بلاير صغير الحجم وسريع التحميل، ويتم تهيئته في وقت سريع. ومع ذلك، يجب توخي الحذر لكشف وتضمين مشغل الفلاش في (X)HTML بطريقة رابطة الشبكة العالمية المتوافقة. [بحاجة لمصدر] وتستخدم الطريقة البسيطة الواردة أدناه على نطاق واسع لحل المشكلة:
```
data="movie.SWF"
 
<objecttype
="application/x-shockwave-flash"
 
width=
"500"
 
height=
"500"
>

<paramname
="movie"
 
value=
"movie.SWF"
/>

</object>

```

لمزيد من المعلومات حول كيفية اكتشاف وتضمين فلاش كائنات بطريقة متوافقة مع W3C منصوص عليه في وصف xSWF.
استخدام الرسومات الموجهة مجتمعة مع رمز يسمح لبرنامج ملفات فلاش لتكون أصغر—يسمح بالتالي للتدفقات باستخدام كميات أقل من عرض النطاق الترددي—من الصور النقطية المقابلة أو مقاطع الفيديو. للمحتوى في شكل واحد (مثل مجرد نص أو الفيديو أو الصوت)، توجد بدائل أخرى توفر أداء أفضل واستهلاك لكميات أقل من وحدة المعالجة المركزية من تلك لفيلم الفلاش في المقابل، على سبيل المثال عند استخدام الشفافية أو إجراء التحديثات على الشاشة الكبيرة مثل الصور الفوتوغرافية أو النص المتلاشى.
إضافة إلى ناقلات المحرك، مشغل فلاش يتضمن الجهاز الظاهري يسمى أكشن سكريبت الجهاز الظاهري (AVM) لبرمجة التفاعل في وقت التشغيل، ودعم الفيديو، MP3 المستندة إلى الصوت، والرسومات النقطية. منذ إصدار مشغل فلاش 8، أتاح ذلك اثنين من برامج ترميز الفيديو: تكنولوجيا On2 وسورنسون سبارك VP6، ودعم وقت التشغيل جيه بيه إيه جي، وJPEG المتقدم، PNG، وGIF. في النسخة المقبلة، من المقرر أن تستخدم فلاش مترجم الوقت الدقيق لمحرك أكشن سكريبت.

## تثبيت قاعدة المستخدمين
أصبح فلاش مستخدم على نطاق واسع جدا في سوق أجهزة الكمبيوتر المكتبية وهيمن على السوق. الإحصاءات العامة على شبكة الإنترنت تقدر توافر فلاش بنسبة 95 ٪،  في حين أدوبي يدعي أنها 98 في المئة من مستخدمي الإنترنت وفي الولايات المتحدة 99.3 في المئة من جميع مستخدمي الكمبيوتر والإنترنت يعملون على مشغل فلاش،  مع أن 82 ٪ -87 ٪  (اعتمادا على المنطقة) يحصلون على أحدث إصدار. الأرقام تختلف تبعا لمخطط الكشف والأبحاث الديموغرافية.
أدوبي فلاش بلاير موجود لمجموعة متنوعة من الأنظمة والأجهزة: ويندوز، ماك 9 /X، لينكس، سولاريس، إتش بي ،، بوكيت، نظام التشغيل / 2، كيو إن إكس، سيمبيان، نظام تشغيل بالم، BeOS، وايركس). رسميا، أدوبي فلاش يدعم فقط منصات 32 بت، على الرغم من أن 64 بت تم تجربتها وكان متاحا للينكس منذ نوفمبر تشرين الثاني 2008. من أجل التوافق مع الأجهزة (جزءا لا يتجزأ من الأنظمة)، انظر ماكروميديا فلاش لايت.

## فتح بدائل قياسية
معايير ال W3C SVG وSMIL ينظر إليها على أنها أقرب المنافسين لفلاش. ادوبي كانت تقوم بتطوير وتوزيع 'أدوبي SVG العارض' على إنترنت إكسبلورر، ولكن قد أعلنت مؤخرا عن توقفها عن ذلك. وقد لوحظ من قبل المعلقين على الصناعة أن هذا ربما لم يكن من قبيل المصادفة في وقت أدوبي انتقلت من التنافس مع ماكروميديا فلاش لامتلاك التكنولوجيا في حد ذاتها. وفي الوقت نفسه، دعمت أوبرا SVG منذ الإصدار (8) وسفاري ومنذ الإصدار 3،  وفايرفوكس المدمج في دعم لSVG ما زال ينمو.
أدوبي فلاش كانت مشروع برمجية مجانية تهدف إلى أن تصبح بديلا كاملا لأدوبي فلاش. وانهار المشروع في منتصف عام 2007، على الرغم من الناس الآن في مناقشة إحياء أو مواصلت هذا المشروع، ، وعدد قليل من المشاريع الأخرى مثل اياكس الرسوم المتحركة لا تزال موجودة.

## تنفيذ الطرف الثالث

### المواصفات
في أكتوبر 1998، كشفت ماكروميديا عن نسخة فلاش 3 ومواصفتها للعالم على موقعها على الإنترنت. فعلت هذا استجابة للشبه الجديد، والغالب للعديد من التنسيقات المفتوحة المتنافسة مع SWF، مثل Xara's Flare وشارب ناقل حركة الأشكال الموسعة. المطورين قاموا بسرعة بخلق مكتبة «جيم» لإنتاج SWF. في شباط / فبراير 1999 قدمت الشركة MorphInk 99، وهو أول برنامج من طرف ثالث لإنشاء ملفات SWF. ماكروميديا استأجرت أيضا Middlesoft لإنشاء طقم تطوير متاح بحرية للإصدارات SWF للنسخ 3 إلى 5.
نشرت ماكروميديا مواصفات ملفات فلاش للإصدارات 6 في وقت لاحق وتتوفر فقط في ظل اتفاقية عدم الكشف، لكنها منتشرة على نطاق واسع في مختلف المواقع.
في نيسان / أبريل 2006، نشرت مواصفات ملف فلاش SWF مع تفاصيل حول إصدار تنسيق أحدث (فلاش 8). وإن كانت لا تزال تفتقر إلى معلومات محددة بشأن دمج تنسيقات ضغط الفيديو (On2، سورنسون سبارك، الخ)، هذه الوثائق الجديدة تشمل جميع الميزات الجديدة المقدمة في فلاش v8 بما في ذلك أوامر أكشن الجديدة، وضوابط التصفية التعبيرية، وأخرى. ملف مواصفات التنسيق الوثيقة عرضت فقط للمطورين الذين يوافقون على اتفاق ترخيص يسمح لهم باستخدام المواصفات فقط لتطوير البرامج التي يمكن تصديرها إلى ملف فلاش. الرخصة تمنع استخدام المواصفات لإنشاء البرامج التي يمكن استخدامها لتشغيل ملفات فلاش. مواصفات فلاش 9 تخضع لقيود مماثلة.
في أيار / مايو 2008، أطلقت أدوبي مشروع الشاشة المفتوحة (رابط أدوبي)، الأمر الذي جعل مواصفات SWF متاحة دون أي قيود. في السابق، لم يكن بإمكان المطورين استخدام مواصفات لجعلSWF - متوافقة مع اللاعبين، ولكن فقط من أجل جعل SWF المصدرة للبرمجيات التأليف. المواصفات لا تزال ناقصة، حيث أنها لا تتضمن أي تفاصيل بشأن RTMP أو سورنسون سبارك،  وكلاهما يستخدم على نطاق واسع لتوزيع الفيديو عن طريق الفلاش.

### قراءة سريعة للماضى
حيث أن ملفات فلاش لا تعتمد على معيار مفتوح مثل SVG، هذا يقلل من الحافز للبرمجيات غير التجارية لدعم التنسيق، رغم أن هناك العديد من أدوات الطرف الثالث التي تستخدم لتوليد وتنسيق ملف SWF. فلاش بلاير لا يمكن ان يرسل كجزء من المصادر المفتوحة النقية، الخالية تماما من نظام التشغيل، حيث ان توزيعه منضما إلى برنامج تراخيص ماكروميديا  وتخضع للموافقة.
حتى من أواخر عام 2008 ليس هناك أي استبدال كامل للبرمجيات الحرة التي توفر كافة وظائف أحدث نسخة من أدوبي فلاش بلاير.
جناش هو مشروع نشط يهدف إلى خلق مشغل حر ومتصفح البرنامج المساعد لأدوبي فلاش لتنسيق الملف حتى يتم توفير بديل مجاني لأدوبي فلاش بلاير تحت رخصة GNU العمومية العامة. بالرغم من المخاوف من مشاكل براءة الاختراع نظرا لطبيعة الملكية في الملفات المعنية،  جناش يدعم معظم ميزات SWF v7 وبعض SWF v8 وv9. Gnash يعمل على ويندوز ولينوكس وأنظمة تشغيل أخرى على 32 بت، 64 بت وأبنية أخرى.
SWFdec هو المصدر المفتوح الآخر لفلاش بلاير المتاح على لينكس، وفري وOpenBSD. وانظر أيضا SWFOpener.
Scaleform GFX ‏ هو بديل تجاري لفلاش بالير يعرض ملامح التسارع الكامل باستخدام الجرافيك ويحتوي على نسبة عالية تصل إلى المطابقة بفلاش 8 وAS2. Scaleform GFX هو مرخص باعتباره حل وسيطة للعبة ويستخدم من قبل العديد من أجهزة الكمبيوتر ووحدة الألعاب 3D لواجهات المستخدم، HUDs، الألعاب المصغرة، وتشغيل الفيديو.

### التأليف
مشاريع المصدر المفتوح مثل ايجاكس الرسوم المتحركة وأدوبي فلاش تهدف إلى خلق بيئة تطوير فلاش، كاملة مع بيئة المستخدم الرسومية. بدلا من ذلك، برامج مثل SWFmill، SWFTools، وMTASC توفر الأدوات اللازمة لإنشاء ملفات SWF، ولكن القيام بذلك من خلال تجميع النص، أكشن أو إكس إلى ملفات فلاش للرسوم المتحركة ومن الممكن أيضا إنشاء ملفات SWF برمجيا باستخدام مكتبة مينغ، بواجهات لC، بي إتش بي، سي + +، بيرل، بيثون، وروبي. haXe هو مفتوح المصدر، مستوى عال من لغة البرمجة الموجهة نحو الشئ المراد إنشاءه ومستخدم لإنشاء المحتوى على الإنترنت الذي يمكنه تجميع ملفات فلاش.
مطوري برامج الممشاركة قاموا بخلق أدوات فلاش وقاموا ببيعها باقل من 50 دولار بين عامي 2000 و2002. المنافسة في عام 2003 وظهور أدوات مجانية لخلق فلاش قد تسببت في طرد العديد من صانعي فلاش من الطرف الثالث خارج السوق، مما سمح للمطورين المتبقيين إلى رفع أسعارهم، على الرغم من أن العديد من المنتجات لا تزال تكلفة أقل من 100 دولار أمريكي وتدعم أكشن سكريبت. فيما يخص الأدوات مفتوحة المصدر، يمكن ل KToon تحرير النواقل وتوليد SWF، ولكن بواجهة مختلفة جدا من ماكروميديا. أمر آخر أكثر حداثة على سبيل المثال أداة فلاش للخلق سويش ماكس الذي طورة أحد الموظفين السابقين من ماكروميديا. تون بوم تكنولوجيز تبيع أيضا أداة للرسوم المتحركة التقليدية، على أساس فلاش.
بالإضافة إلى ذلك، تخلق العديد من البرامج. ملفات SWF المتوافقة مع زيادة الإنتاج من البرامج. من بين أشهر هذه هي الأدوات سكرينكست، والتي تستفيد من القدرة على القيام بالانطباعات والدمج وتشغيل محتوى الشاشة من أجل إنتاج العروض، والدروس، أو محاكاة البرنامج. وعادة ما تكون هذه البرامج مصممة للاستخدام من قبل غير المبرمجين، وإنشاء محتوى فلاش بسرعة وسهولة، ولكن لا يمكن في الواقع تحرير رمز فلاش الكامن (أي الضبط والتحويلات، الخ.) Screencam هو ربما أقدم أداة للتأليف تعتمد على فلاش بوصفها الشكل المفضل الإنتاج، التي طورت منذ أواسط التسعينيات. هذا وقد اعتمدت برامج تسجيل الشاشة فلاش بكونها طرق الإخراج المفضل وهي دليل على وجود فلاش في كل مكان باعتبارها منصة الرسوم المتحركة المنسقة للملف.
ومن الأدوات الأخرى التي تركز على خلق أنواع معينة من محتوى فلاش. أنيمي استوديو للرسوم المتحركة هو برنامج ثنائى الأبعاد للبرمجيات المتخصصة للرسوم المتحركة التي تخلق ملفات SWF. Moyea ويب بلاير يتركز على خلق الفيديو على شبكة الإنترنت المخصصة لمساندة فلاش بلاير. Express Animator يعمل على نحو مماثل يهدف خصيصا إلى العاملين بهذا المجال. Question Writer تنشر المسابقات إلى ملف فلاش.
المستخدمين الذين هم ليسوا مبرمجين أو مصممي الويب سوف يجدون أيضا على الويب الأدوات التي تسمح لهم ببناء فلاش الكامل على مواقع الإنترنت. واحدة من أقدم الخدمات المتاحة (1998) هو FlashToGo. وتوفر هذه الشركات مجموعة واسعة من النماذج (قوالب) المرتبطة بها لإدارة نظام المحتوى التي تتيح لمستخدميها بناء وتحرير ونشر مواقعها بسهولة على شبكة الإنترنت. مواقع أخرى، تسمح بمزيد من التخصيص ومرونة التصميم ويكس.كوم وCirclePad.
أدوبي أطلقت مجموعة من البرامج تسمى أدوبي LiveMotion، تهدف إلى خلق المحتوى التفاعلي للرسوم المتحركة وتصديره إلى مجموعة متنوعة من الأشكال، بما في ذلك SWF. LiveMotion قامت خلال سنتين بنشر برامج رئيسية، لكنها فشلت في كسب أي قاعدة ملحوظة من المستخدمين.
في شباط / فبراير 2003، اشترت ماكروميديا Presedia، التي كانت قد وضعت أداة تأليف فلاش التي يمكنها تحويل ملفات بووربوينت تلقائيا إلى ملفات فلاش. ماكروميديا طرح المنتج الجديد بعد ذلك المسمى Breeze والذي تضمن العديد من التحسينات الجديدة. بالإضافة إلى ذلك، (اعتبارا من النسخة 2) متحدث أبل الرئيسي عرض برامج يتيح للمستخدمين إنشاء العروض التفاعلية والتصدير إلى ملفات SWF.

## الملفات وتنسيقات ذات الصلة
!. SWF!. fla!. xfl!. as!. mxml ‏!. swd!.asc!. abc!. flv!. f4v!. f4p!. F4a!. F4b!. swc!. jsfl!. swt!. flp!. spl!. aso!. sol
!. SWF!. fla!. xfl!. as!. mxml ‏!. swd!.asc!. abc!. flv!. f4v!. f4p!. F4a!. F4b!. swc!. jsfl!. swt!. flp!. spl!. aso!. sol
!. SWF!. fla!. xfl!. as!. mxml ‏!. swd!.asc!. abc!. flv!. f4v!. f4p!. F4a!. F4b!. swc!. jsfl!. swt!. flp!. spl!. aso!. sol
!. SWF!. fla!. xfl!. as!. mxml ‏!. swd!.asc!. abc!. flv!. f4v!. f4p!. F4a!. F4b!. swc!. jsfl!. swt!. flp!. spl!. aso!. sol
| ملفات SWF يتم الانتهاء من تجميعها ونشر الملفات التي لا يمكن تحريرها مع أدوبي فلاش. ومع ذلك، فإن العديد من 'مفككى ترميز SWF' متاحة. محاولة استيراد ملفات SWF يسمح لها باستخدام فلاش لاسترداد بعض الأصول من SWF. ولكن ليس كلها. |                                                                                |
| .FXG | FXG هو شكل ملف نصي الذي وضعتها أدوبيلفليكس، فلاش، فوتوشوب وغيرها من التطبيقات. |
| . fla ملفات تحتوي على مواد مصدر لتطبيق فلاش. التأليف البرمجيات فلاش يمكنها تحرير الملفات fla وجمعها في ملفات SWF. |                                                                                |
| . xfl هي ملفات المشاريع إكس إم ال التي هي معادلة للثنائي. fla. برمجيات التأليف فلاش تستخدم XFL كشكل من التبادل في فلاش CS4. انها تستورد الملفات XFL التي يتم تصديرها من InDesign وAfterEffects. |                                                                                |
| ملفات. as تحتوي على مصدر رمز أكشن سكريبت في ملفات المصدر البسيطة. الملفات FLA يمكن أيضا أن تحتوي على رمز أكشن سكريبت مباشرة، ولكن ملفات as منفصلة الخارجية وغالبا ما تنشأ لأسباب بنيوية، أو لفضح إصدار التطبيقات البرمجية. إنها في بعض الأحيان تستخدم أكشن سكربت |                                                                                |
| ملفات. mxml تستخدم جنبا إلى جنب مع الملفات أكشن سكريبت (والملفات. css)، وتقترح لغة ترميزية على غرار (أتش تي أم أل) لتصميم واجهة المستخدم الرسومية في فليكس. كل ملف MXML يخلق فئة جديدة من الطبقة التي تمتد من العلامة الجذرية، ويضيف السمات المتداخلة مثل الأطفال (إذا كانوا هم من نسل UIComponent) أو من أفراد الطبقة. |                                                                                |
| ملفات swd يتم بها تصحيح الملفات المؤقتة المستخدمة أثناء تنمية فلاش. بمجرد الانتهاء من وضع مشروع فلاش ليست هناك حاجة لهذه الملفات ويمكن إزالتها. |                                                                                |
| . ملفات ascتحتوي على ملقم جانبية أكشن سكريبت، والتي تستخدم لتطوير كفاءة العميل ومرونة خادم ماكروميديا فلاش للاتصال بخادم تطبيقات الإرسال المتعدد. |                                                                                |
| ملفات abc تحتوي على بايت كود أكشنسكريبت التي يستخدمها الجهاز الظاهري للمركبات (فلاش 8)، وقبل)، وAVM2 (فلاش 9 أو النسخة التالية). |                                                                                |
| . الملفات flv هي ملفات فيديو فلاش، والتي أنشأتها أدوبي فلاش، إف إف إم بي إي جي، سورنسون سكويز، أو On2 فيليكس. بيانات الفيديو والصوت داخل الملفات flv المشفرة بنفس الطريقة كما هي داخل ملفات SWF. |                                                                                |
| ملفات. f4v مماثلة لملفات إم بي إي جي-4 بارت 14، ويمكن العودة إلى قبل مشغل فلاش 9 وتحديث 3 وأكثر. تنسيق ملف F4Vالحاويات الثانية لتنسيق فلاش فيديو، وأنه يختلف عن فلف FLV. أنه قائم على شكل ملف قاعدة إيزو. |                                                                                |
| الملفات. f4p هي ملفات F4V مع إدارة الحقوق الرقمية. |                                                                                |
| ملفات. F4a هي الملفات F4V التي لا تحتوي إلا على دفق الصوت. |                                                                                |
| ملفات. F4b هي ملفات F4V صوتية للكتب. |                                                                                |
| ملفات swc تستخدم لتوزيع المكونات، وهي تحتوي على لقطة جمعت، للمكون ملف فئة أكشن سكريبت، وغيرها من الملفات التي تصف العنصر. |                                                                                |
| ملفات. jsfl تستخدم لإضافة وظائف في فلاش لتأليف البيئة، وهي تحتوي على شفرة جافا سكريبت وتصل إلى فلاش جافا سكريبت API. |                                                                                |
| ملفات. swtهي 'أشكال' templatized من الملفات. swf، والمستخدمة من قبل مولد ماكروميديا |                                                                                |
| . الملفات flp هي ملفات xml المستخدمة في مرجعية وثائق كل الملفات الواردة في مشروع فلاش. مشاريع فلاش تسمح للمستخديمين من مجموعة متعددة، والملفات ذات الصلة للمساعدة معا في تنظيم فلاش المشاريع، والتجميع والبناء. |                                                                                |
| ملفات. spl هي الوثائق أدوبي فلاش. |                                                                                |
| . الملفات aso هي ملفات ذاكرة التخزين المؤقت المستخدمة خلال فلاش التنمية، والتي تحتوي على تجميع رمز البايت أكشن سكريبت. ملف aso يتم إنشائه عند حدوث تغيير في ملفات فئة يتم الكشف عن المقابل. أحيانا في بيئة تطوير متكاملة فلاش لا يعترف بأن من الضروري إعادة ترجمة، وهذه الملفات يجب حذف ذاكرة التخزين المؤقت بها يدويا. فهي تقع في %USERPROFILE%\Local Settings\Application Data\Macromedia\Flash8\en\Configuration\Classes so on Win32 / Flash8 |                                                                                |
| . الملفات sol يتم إنشاؤها بواسطة أدوبي فلاش بلاير لعقدالمشتركة الكائنة (البيانات المخزنة على نظام تشغيل فلاش بلاير). |                                                                                |

## الفيديو في صفحات الويب
فلاش يمكن أن يستخدم لتضمين الفيديو في صفحات الويب، وهي ميزة متوفرة منذ مشغل فلاش الإصدار 6. هذا الأسلوب هو لإنشاء ملف فلاش (. SWF) الذي يقوم بدور بلاير لملف الفيديو. وهذا هو الأساس للكثير من المواقع الشعبية الفيديو، بما في ذلك يوتيوب وجوجل فيديو. ملف الفيديو الفعلي هو إما flvأو F4V الملف ؛ كلاهما على حد سواء يمكن بسهولة أن يقوم به برنامج مشغل عام للفيديو. ومع ذلك، الحصول على المتصفحات لعرض الفيديو لا تزال قضية المنصة المحددة نظرا لعدم وجود تنسيق مشترك للفيديو، يخضع لمعيار الفيديو على شبكة الإنترنت لمناقشة ساخنة (انظر أتش تي أم أل 5). استخدام فلاش واسع النطاق استفاد من توزيع فلاش بلاير، ولكن بما أن هذه هي ملكية تكنولوجية والتي لا يوجد لها بديل حقيقي، كما أنه يجعل الوسائط المتعددة المدمجة في هذا الطريق المعروف من الصعب الوصول للمستخدمين غير المشغلى لفلاش، وخاصة إذا كان موقع ملف الوسائط المتعددة هو انتقل من أتش تي أم أل.
أفلام فلاش يمكن تشغيلها في المتصفحات مع المشغل المناسب لفلاش، على الرغم من أنه من المهم أن نلاحظ أن أفلام فلاش لا يمكن تشغيلها ضمن البريد الإلكتروني. أوتلوك، ج ميل، هوتميل، وما إلى ذلك، لا يمكنها تشغيل أفلام فلاش داخل البريد إلكتروني.* يجب أن تكون الأفلام مرتبطة بالرسالة بحيث تفتح نافذة متصفح جديدة. فلاش لديه القدرة هنا على تحديد ما إذا كان المتصفح لديه المشغل الصحيح أو عدمه لعرض الفيلم، أو اظهار رسالة بديلة إذا كان المستخدم لا يملك فلاش.
- بريد جوجل ومعاملة المميزة تسمح بتشغيل أشرطة فيديو يوتيوب المرفقة في رسائل البريد الإلكتروني.

### فلاش فيديو
فلاش فيديو flv وF4V هي شكل الحاوية، وهذا يعني أنهم ليسوا على ترميز الفيديو في حد ذاته. ملف flv استخدم لأول مرة كواحدة من الوسائل لتغذية البيانات إلى فلاش ميديا سيرفر منذ مشغل فلاش 6. فلاش بلاير يمكن أن يقوم بتشغيل الملفات flv مباشرة (نوع الملف الفيديو MIME/ FLV-x) بدءا من الإصدار 7. الجديد في F4V انه ينسق الملف معتمدا على مشغل فلاش 9 التحديث 3. وتنسيق ملف F4Vيستند إلى وسائل الإعلام على قاعدة شهادة الأيزو لتنسيق الملف (MPEG - 4 الجزء 12)، وأنها مختلفة تماما عن تنسيق الملف flv. على سبيل المثال، F4v لا يدعم شاشة الفيديو، سورنسون سبارك، VP6 تنسيقات الفيديو وADPCM، Nellymoser تنسيقات ضغط الصوت.
شريط الفيديو في وقت مبكر من نسخ فلاش تم ترميزه في سورنسون سبارك (سورنسون H.263). في فلاش 8 قد يتم تمشفيرة في سورنسون سبارك أو ON2V (المعروف أيضا باسم VP6) الذي يوفر كفاءة أكبر لإعطاء أي معدل بت. فلاش 9 يعرض خيار الترميز في H.264 (المعروف أيضا باسم MPEG - 4 AVC) (ترميز ينظر إليه عادة باعتباره متفوق على ويستعيض عن ON2V ترميز سورنسون). فلاش 10 ليس معروف بإدخال أي ترميز للفيديو الجديد، كرئيس جديد للميزات الإصدار 10 تركز في المقام الأول على خلفية التحسن النهائية (في إدارة الحقوق الرقمية، 3D الفيديو والآثار، وتحسين مراقبة تدفق والتفاعل مع خادم فلاش).
فلاش الصوت هو الأكثر شيوعا في ترميز إم بي 3 أو AAC (ترقيم متقدم للصوت) ومع ذلك فإنه أيضا يدعم ترميزADPCM ‏، Nellymoser (Nellymoser Asao) وSpeex للترميز الصوتي.
في 20 أغسطس، 2007، أعلنت أدوبي على المدونة أن التحديث 3 من مشغل فلاش 9، سوف يدعم فلاش فيديو أيضا بعض أجزاء من MPEG - 4 للمعايير الدولية. على وجه التحديد، سوف يكون دعم مشغل فلاش للفيديو مضغوط في H.264 (MPEG - 4 الجزء 10)، والصوت المضغوطة باستخدام AAC (MPEG - 4 الجزء 3)، وF4V، إم بي إي جي-4 بارت 14 (MPEG - 4 الجزء 14)، M4V، M4A، 3GP وسائل تحقق الوسائط المتعددة الأشكال الحاوية، 3GPP موقوت fنص مواصفات (MPEG - 4 الجزء 17) وهو العنوان الفرعي الموحد الشكل والدعم الجزئي لتحليل 'ilst' الذرة الذي هو يعادل iTunes ID3 الذي يستخدم لتخزين البيانات الوصفية. MPEG - 4 الجزء 2 وH.263 لن يكون معتمد في تنسيق الملف F4V. كما أعلنت ادوبي أنه سيتم تدريجيا الابتعاد عن شكل ملكية flv إلى قاعدة تنسيق ملف وسائل الإعلام لمعيار ايزو (MPEG - 4 الجزء 12) نظرا للحدود البسيطة مع الهيكل الوظيفي flv عندما يتدفق H.264. الإصدار الأخير من مشغل فلاش يدعم بعض أجزاء من المعايير MPEG - 4 وقد تصبح متاحة في خريف 2007.

## سهولة الاستخدام
هناك العديد من المخاوف بشأن إمكانية استخدام فلاش وكيف تعمل الفواصل مع الاتفاقيات المرتبطة بصفحات HTML العادية. أشياء مثل اختيار النص، والتمرير،  التحكم بالشكل والنقر بالزر الأيمن تعمل بصورة أخرى مع الصفحات العادية على الويب. الخبرير جاكوب نيلسن نشر صندوق تحذير في عام 2000 بعنوان فلاش : 99 ٪ السيئ التذى سرد كثير من هذه القضايا. الكثير من هذه الانتقادات كانت بسبب سوء التنفيذ، بدلا من كونها مشاكل متأصلة مع فلاش. بعض المشاكل تم إصلاحها منذ نشر كتاب نيلسن عن الشكاوى ؛ حجم النص، على سبيل المثال، يمكن الآن السيطرة عليه بسهولة باستخدام صفحة كاملة تكبر الآن ويتم تنفيذها في العديد من المتصفحات الحديثة.
وزارة العدل الأمريكية قد ذكرت في ما يتعلق بقانون المعوقين الأمريكيين لعام 1990 : [بحاجة لمصدر]

الكيانات المشمولة في إطار اتفاق قانون المعوقين الأمريكيين يجب عليهم توفير الاتصال الفعال، بغض النظر عما إذا كانوا يريدون التواصل عموما من خلال وسائل الإعلام المطبوعة ووسائل الإعلام السمعية، أو وسائل الإعلام المحوسبة مثل الإنترنت. يجب على الكيانات التي تستخدم الإنترنت لأغراض الاتصالات بخصوص برامجها والسلع والخدمات أو تكون مستعدة كذلك لتقديم تلك الرسائل من خلال وسائل الوصول إليها.

على الرغم من أنه أصبح من الممكن للمؤلفين تضمين النص البديل في محتوى فلاش منذ مشغل فلاش 6، ميزات الوصول لفلاش متوافقة فقط مع بعض قارئى الشاشة وفقط تحت ويندوز. عدد مستخدمي الإنترنت الذين هم من ضعاف البصر، أو الذين يحتاجون إلى أحجام أكبر للنص أو عاكس مخصوص من الألوان قد عثروا على أن المواقع التي تستخدم استخداما مكثفا لفلاش تكون صعبة عليهم، على الرغم من السابق يمكن الآن أن تتحكم في استخدام صفحة كاملة لتكبير الخيارات الموجودة في كثير من المتصفحات الحديثة.

## انتهاك حرية الإنترنت
وطبيعة الملكية لفلاش هي مصدر قلق كبير لدعاة معيار البرامج المفتوح والبرمجيات المجانية. استخدامه على نطاق واسع وفقا لبعض المراقبين الآخرين، أضر بالطبيعة المفتوحة لشبكة ويب العالمية. يمكن ايجاد استجابة أدوبي على مشروع الشاشة المفتوحة.
تقديم معايير مفتوحة، اختراع CSS، والمؤلف المشارك لـ HTML 5، قام بشرحهم هاكوم ويوم لى في حديث لمجموعة جوجل التكنولوجيا وأيضا اقتراح ثيورا لترميز الفيديو لHTML 5  (انظر أيضا مشكلة Ogg) :
وأعتقد اعتقادا جازما، أن علينا أن نتفق على شكل من الأساس للفيديو حتى ينجح. فلاش هو اليوم شكل أساسي على شبكة الإنترنت. المشكلة مع فلاش هو أنه ليست معيارا مفتوحا.
حركة البرمجيات الحرة، ذكر ريتشارد ستالمان في خطاب ألقاه في أكتوبر 2004 ما يلي :
استخدام الفلاش في المواقع هو مشكلة رئيسية بالنسبة لمجتمعنا.
حجة ستالمان حين ذلك هو أن أي مشغل مجاني لم يكن جيداً بما فيه الكفاية. في فبراير 2009، شهد جناش و SWFdec نجاحاً محدوداً جداً في المنافسة مع أدوبي بلاير. حقيقة أن المواقع الهامة والشعبية تتوقع كثيراً من أن مستخدميها لديهم أدوبي بلاير، بالإضافة إلى عدم وجود بدائل مجانية جيدة أدى إلى الإحباط في صفوف المستخدمين،  مما يوحي بأن هذه هي العقبة الأكثر شيوعاً ليستمتع المستخدمين على شبكة الإنترنت في حرية، وهو ما يشرح سبب المرتبة العالية المستمره لجناش في مؤسسة البرمجيات الحرة لقائمة المشاريع ذات الأولوية العالية.

### فلاش كوكيز
مماثلة لكوكيز HTTP، كوكي فلاش هو كائن محلي مشترك يمكن استخدامه لتعقب المستخدمين، وتعيين هوية المستخدم الفريدة من نوعها، و/ أو إنقاذ معلومات التطبيق. في أغسطس 2009 أجريت دراسة لشبكة بحوث العلوم الاجتماعية ووجدت أن 50 ٪ من المواقع التي تستخدم فلاش تم توظيف كوكيز فلاش بها. ولكن سياسات الخصوصية نادرا ما تكشف عن وجود فلاش كوكيز، حيث تنقص أيضا ضوابط المستخدم لتفعيل تفضيلات الخصوصية. انه تكتيك بسيط نسبيا يمكن استخدامه ؛ ليست هناك حاجة للموقع أن يكون به وظيفة فلاش المتقدمة. على سبيل المثال، فمن الممكن تضمين بكسل صغيرة حجمها 1x1 شفافة في الخلفية وتكون ملف فلاش في مكان ما بعيدا عن النظر على الصفحة—وجميع سمات البرمجة سوف تكون متاحة، بما في ذلك الوصول إلى الكائن المحلي المشترك. الأكثر غرابة هو أن الأمر استغرق 9 سنوات لمناقشته هذا التكتيك من قبل الجمهور العام، بالرغم من وجود هذه الإصدارات السابقة للكائن المحلي المشترك منذ زمن طويل في تقويض الكوكيز.

## استخدام موارد الكمبيوتر
- وثمة من يقول أن أداء أدوبي فلاش بلاير على منصات مختلفة قد لا يكون مثاليا.[47]
- أي مشغل فلاش يجب أن يكون قادر على تحريك الرسوم بالإضافة إلى عرض الفيديو، مما يجعل أجهزة الفيديو التي تسرع التقديم لا يقل عنهابساطة عن التي الغرض من بناءها مشغل الوسائط المتعددة.[48] ليس من غير المألوف بالنسبة لمستخدمى الوسائط المتعددة الأخرى أن تعمل بشكل جيد حيث فلاش بلاير يتخطى الصور والمقاطع الصوتية.[49]

العديد من متصفحات الويب تمنع التشغيل الفوري للفلاش، ولكن يتيح هذا للمستخدم تشغيله بالنقر فوقه أولاً. يستخدم فايرفوكس نوسكريبت و فلاش بلوك. بينما هناك ملحق منفصل للأوبرا يدعى فلاش بلوك وهو متاح. هناك اسم تمديد مماثل لإنترنت إكسبلورر هو Foxie، ويتضمن عدداً من المزايا، واحدة منها تدعى أيضا فلاشبلوك. K-Meleon لديه مانع يرفض تشغيل الفلاش. المتصفحات التي تستخدم وب‌كت تحت ماكنتوش تعمل بنظام ClickToFlash.

## وصلات خارجية
- الموقع الرسمي